# Biphyllus throscoides
Biphyllus throscoides is een keversoort uit de familie houtskoolzwamkevers (Biphyllidae). De wetenschappelijke naam van de soort werd in 1873 gepubliceerd door Thomas Vernon Wollaston.